# 有線綜合娛樂台
有線綜合娛樂台（英語：Family Entertainment Channel）是香港有線電視擁有的一條娛樂頻道，由原本的有線娛樂台、有線劇集台及有線第1台合併而成，有線高清綜合娛樂台（英語：HD Family Entertainment Channel）是其高清版本。與本頻道性質相似的香港電視頻道包括無綫電視的J2台、now觀星台（現已轉型為劇集頻道並改名為now劇集台，而再之後改名viu 頻道）及now 101台（現已停播）。本頻道每天提供《娛樂頭條》（英語：E-news Headline）予香港有線新聞速遞有限公司，以港鐵車廂電視名義在港鐵觀塘綫、東鐵綫、南港島綫和屯馬綫列車播放。

## 收看方式
繼承自有線第1台，除了經有線電視解碼器接收綜合娛樂台訊號外，該台亦同時在公共天線以UHF提供模擬廣播訊號或以DTMB提供數碼廣播訊號。
大廈業主立案法團或管理公司與有線簽約後，有線便會為大廈安裝一個解碼器，並將有線綜合娛樂台的訊號加入大廈的公共天線系統內，因此非有線電視的住戶只需於電視上重新搜台，就可以在沒有安裝解碼器的情況下直接透過電視機免費收看該台節目。

## 歷史
- 1993年10月31日，為配合「有線電視」開播，當時該頻道以有線動向台作為頻道名稱使用第5頻道開播。
- 1995年6月1日，該頻道將頻道名稱的有線動向台更名為有線婦女台。
- 1998年3月1日，該頻道將頻道名稱的有線婦女台更名為有線娛樂台，主要播放消閒式的內容，除綜藝節目和資訊節目外、也有播放劇集等。
- 在廣告時段，有線娛樂台會播放有線新聞台及有線娛樂新聞台錄影的新聞提要，讓觀眾知道世界大事。
- 2007年，該頻道首次自資拍攝製作時裝處境喜劇《補習天后》。
- 2009年，隨着有線娛樂高層變動，節目作多次革新。2009年6月13日，有線娛樂台近年首次大改革，取消部分並同時推出多個新節目，主打節目Johnny B.Good，並更改台徽。同年10月3日，再進行節目改革。在2010年3月6日的革新中，全面取消玄學節目。
- 2011年1月1日，為配合高清廣播平台發展，有線娛樂台高清版本以作為頻道名稱正式開播，同時正式透過有線電視使用第212頻道收看。的節目與目前收看的有線娛樂台同步播放。唯只有訂購高清服務用戶才可享受16:9畫面。
- 2012年7月2日早上6點，有線娛樂台高清版本將頻道名稱的更名為有線高清娛樂台。
- 2013年6月1日早上6點，有線娛樂台/有線高清娛樂台與有線娛樂新聞台合併，並更名為有線奇妙台/有線高清奇妙台（英語：Fantastic Channel/HD Fantastic Channel）[註 1]。
- 2014年1月1日，因台號定位糢糊不清，以及避免與即將啓播的奇妙電視（已於2024年1月更名為有線寬頻開電視）免費頻道混淆，有線奇妙台/有線高清奇妙台回復舊稱為有線娛樂台/有線高清娛樂台。
- 2016年，有線娛樂台大部份時段只播映娛樂新聞，只有4-5個外購消閒旅遊資訊節目，本頻道以往的定位和節目風格由免費的奇妙電視77台（今HOY TV）繼承；以往於港鐵車廂電視播放的有線娛樂新聞均改以「奇妙娛樂新聞」的名義播放。
- 2018年3月13日早上6時，有線高清娛樂台的台號由第212頻道改為第301頻道。
- 2018年5月24日早上6時，有線娛樂台的台號由第12頻道改為第371頻道。
- 2019年12月3日起，有線電視重新整合娛樂平台頻道以配合高清化。有線第1台、有線娛樂台及有線劇集台合併為有線綜合娛樂台（高清：301台；標清：371台），並播放原於有線第1台、有線劇集台及有線兒童台播放的節目。有線第1台公共天線停播後模擬訊號則改播有線綜合娛樂台的標清信號。
- 2023年6月1日深夜12時起，因應有線寬頻交還收費電視牌照，本頻道終止播映。

## 節目
本頻道會播放娛樂新聞、劇集（以外購韓劇為主）、由有線電視製作或外購的綜藝節目。亦會於每日不同時段轉播有線新聞及部分由有線新聞部所製作的節目（例如星期一至五晚21:30《有線中國組》）。本頻道於每日下午（星期一至五時段於2020年8月31日起取消）及週末早上亦會播放動畫（於2021年5月16日起取消），2022年10月2日起改為星期日下午播放動畫，大多數節目均設有中文字幕。

### 自製節目

#### 飲食節目
- 伍姑娘真識食（已完結）
- 為食一周情報局（已完結）
- 為食情報局（已完結）
- 食得有法「補」（已完結）
- 味味道來．李純恩（已完結）
- 神廚遇上女主播（已完結）
- 友飲友食（已完結）
- 我愛煮食男（已完結）
- 小店大廚2015（已完結）
- 李純恩．名廚尋鄉味（已完結）
- 阿Yan歷史幾好食都有（已完結）
- 消失中的味道（已完結）
- 嚴浩女人偏方（已完結）
- 小店大廚（已完結）
- 食德好．潮食男女大派對（已完結）
- 色香味主播室（已完結）
- 食德好．潮食男女（已完結）
- 食德好．林一峰X孖人廚房（已完結）
- 食德好．最佳女煮角（已完結）
- 搵食行遠D（原節目：美食法庭）（已完結）
- 食得好．嚴浩偏方（已完結）
- 潮玩潮食（由娛樂新聞台製作）（已完結）
- 新春潮食派（已完結）
- 名廚．食出五味人生（已完結）
- 美味關係（已完結）
- 名廚．肥媽澳門尋尋味（已完結）
- 名廚．鄉土濃情甄文達（已完結）
- 潮玩潮食（已完結）
- 食在香港之馬來西亞篇（已完結）
- 高師傅駕到（第一輯及第二輯）（已完結）
- 儀姐美食之旅（已完結）
- 金牌飯局Let's高（已完結）
- 光仔正傳（已完結）
- 自家廚房（已完結）
- 料理型人（已完結）
- 美食法庭（已完結）
  - 由蔣怡、林曉峰、余迪偉、陳樹鵬、黃芳雯主持。
- 嚐·回味（已完結）
  - 第一輯：由尹光、高榮新、曹敏寶主持
  - 第二輯：由尹光、高榮新、潘杰寧主持
  - 第三輯：由高榮新、潘杰寧、鍾健威、胡美儀主持
  - 第四輯：由高榮新、潘杰寧、陳啟泰主持
  - 第五輯：由梁祖堯主持
- 肥媽私房菜（已完結）
  - 由歌手肥媽（Maria Cordero）主持，為有線自製的烹飪節目，每週精選數道小菜示範及介紹香港特色食肆。此節目為娛樂台較高收視的節目之一，最初節目在有線電視大樓拍攝、及後遷至主持人在西貢的家中，成為肥媽「私房菜」。節目中設有問答環節，解答觀眾疑問。最新環節包括與高師傅合作的雙廚環節。另外，曾邀請不同人物到節目，又多次推出特別篇，到中國內地及泰國拍攝外景。
- 高師傅美食俠客行（已完結）
  - 由高師傅高榮新、董敏莉主持，破天荒涉獵武俠小說境界，追尋武俠小說的名菜與食材背後的故事。高師傅親赴武林勝地實景，勇闖桃花島、武當山、重陽宮、大理國等地，追尋武俠小說的名菜與食材背後的故事，他更會廣邀內地南北名廚切磋廚藝，上演廚壇版華山論劍！
- 一粒鐘真人蘇（已完結）
  - 由蘇施黃和Chris走訪全香港搜羅美食佳肴，並設有「踢竇」和「翻兜」環節。節目每逢介紹過的食店都人頭湧湧，蘇施黃便以此為招來，邀請食店老闆自薦，讓她親身試食。
- 味力昭人（已完結）
  - 由谷德昭、曹敏寶（Mable）、潘杰寧（Kelena）、朱汶欣（Yancy）主持，穿梭香港與珠三角介紹美食。四大環節包括：超人生活·昭級歡樂、超級紅星·昭級對話、昭越本土·異國風味、山東名菜·昭級貼士。
- 昭君出菜（已完結）
  - 由娛樂新聞台當時的星級主播吳君如與演員谷德昭主持的飯局節目，除較輕鬆及須親手烹調外，與無綫生活台的志雲飯局性質相似。由於原意為暫代「一粒鐘真人蘇」，故在該節目復播時停播。
- 大食Fan Club（已完結）
- 一煮成名（已完結）
- 高師傅美食傳奇（已完結）

#### 旅遊節目
- 去日本 識條鐵（已完結）
- 帶結他去旅行（已完結）
- 帶阿B去旅行（已完結）
- 瀛遊火山島（已完結）
- 超級旅行團（已完結）
- High High卧底旅行團（已完結）
- 佐賀「東遊記」之戀愛篇（已完結）
- 3S放大假（已完結）
- 澳門文化區區賞（已完結）
- Cheap Cheap卧底旅行團（已完結）
- 帶阿媽去旅行（已完結）
- 佐賀「東遊記」（已完結）
- N+1次遊泰國（已完結）
- 三個喼神自由行（已完結）
- 快樂地球Travel Maker（Happy Earth；已完結）
- 潛行水世界 帛琉（已完結）
- 維省自駕樂「悠」遊（已完結）
- 好想戀愛 三藩市（已完結）
- 飛嘗澳門新角度（已完結）
- 卧底旅行團（已完結）
- 陳啟泰．吳綺莉不老的傳說（已完結）
- 舞吧! 韓日住囉囉（已完結）
- 美少女的奇幻漂流（已完結）
- 北京狂想曲（已完結）
- 快樂地球（Season 1-3）（已完結）
- 葛民輝High High人生（已完結）
- 遨遊天地（已完結）
- I Love 斐人生活（已完結）
- 那些回憶．似曾相識（已完結）
- 最佳愛情．首爾攻略（已完結）
- 四個轆．東西南北周圍Look（已完結）
- 四個轆．泰國周圍Look（已完結）
- 四個轆．德國周圍Look（已完結）
- 四個轆．新西蘭周圍Look（已完結）
- 那些人的故事（已完結）
- 去吧！台灣住囉囉（已完結）
- 地平線上：這個世界那些人（已完結）
- 潮爆．歐洲（已完結）
- 潮爆．首爾（已完結）
- 中國開心假期（已完結）
- 歐洲開心假期（已完結）
- 去吧！日本住囉囉（已完結）
- 東京．靚爆周圍Look（已完結）
- 四個轆．台南周圍Look（已完結）
- 「菲」嚐美食自遊行（已完結）
- 雙妹嘜．遊大阪（已完結）
- 同伊足跡（已完結）
- 蘇格蘭古堡旅遊事件簿（已完結）
- 阿拉伯．千年一嘆（已完結）
- 東京．聖誕．周圍Look（已完結）
- 潮遊攻略（已完結）
- 四個轆．日本楓葉周圍Look（已完結）
- 迷失北京（已完結）
- 剩男遊中國（已完結）
- 柬埔寨．天與地（已完結）
- 單車．台灣．一個ROUND（已完結）
- 四個轆．日本周圍Look（已完結）
- 歐洲四部曲：紅．白．綠．黑（已完結）
- 冰島．千年一嘆（已完結）
- 千年一嘆．東京樂章（已完結）
- 上海．千年一嘆（已完結）
- 絲路．千年一嘆（已完結）
- 日韓自悠行（已完結）
- 印度．千年一嘆（已完結）
  - 由陳啟泰、譚凱琪主持。
- 從前迷失在東京（已完結）
- 反轉東京12夜（已完結）
- 日本東北的12夜（已完結）
- 關島的12夜（已完結）
- 5天精華遊（已完結）
- 聖誕奇冰雪雪震（已完結）
- 西西里的12夜（已完結）
  - 由李嘉馨主持。
- 普羅旺斯的12夜（已完結）
  - 由李嘉馨主持。
- 威尼斯的12夜（已完結）
  - 由王曉君、李潤庭主持。
- 翁布里亞的12夜（已完結）
  - 由林嘉欣主持。
- 維也納的12夜（已完結）
  - 由潘杰寧主持。
- 活得很滋味（已完結）
  - 曾是娛樂台的皇牌長壽節目，由娛樂台主持走訪世界各地，介紹當地名勝及風土習俗，和本地及世界美食。
- 40日峰狂嘆世界（已完結）
  - 由蘇民峰與黃翠如主持，帶觀眾環遊地球七大洲。

#### 玄學節目
- 猴年人人行好運（已完結）
- 我們都是這樣撞鬼的（Dare to Death；已完結）
- 怪談（2010年停播，2011年8月13日復播，2015年10月17日完結）
  - 有線關於靈異事件的自家製作節目，本由施明等人主持、後由梁思浩與娛樂新聞台主播余思敏合作主持（娛樂新聞台主播梁嘉琪也曾主持怪談，因年滿合約，於2007年1月13日轉為余思敏作主持），也成為有線自製節目較高收視之一。陳曉華後來接替梁思浩主持，直至2010年2月節目結束。每集均會邀請玄學家和牧師等宗教人士到節目探討不同靈異事件，另會接聽觀眾電話，並與其探討因果；曾經引入日本的靈異短劇播放，近期則到台灣等地拍攝外景播放。
- 怪談．大逆北道（已完結）
- 羊年點算（已完結）
- 怪談．全職獵魂（已完結）
- 羊年人人行好運（已完結）
- 大凶捕（已完結）
- 怪談．落你降頭（已完結）
- 怪談．十三冤案（已完結）
- 怪談．盂蘭盛匯（已完結）
- 怪談．6魔女（已完結）
- 02162014（已完結）
- 馬年人人行好運（已完結）
- 玄途有樓住（已完結）
- 怪談．冥婚結陰親（已完結）
- 怪談．人鬼有情（已完結）
- 異秀．午夜凶鈴（已完結）
- 鬼の咒．東瀛13（已完結）
- 蛇年人人行好運（已完結）
- 怪談．遊客止步（已完結）
- 名人風水屋（已完結）
- 盂蘭怪談．至邪飯局（已完結）
- 怪談．異秀戰（已完結）
- 通勝學堂（已完結）
- 行運秘笈（第一、二輯）（已完結）
- 怪談．靈搜奇（已完結）
- 怪談．靈異直播（已完結）
- 「峰」生水起精讀班（已完結）
  - 由風水師蘇民峰先生與主持人吳文忻主持，從教授先前選出的學生的片段中，讓觀眾學習風水。節目的上半部份主要介紹新知識，而下半部份則解答觀眾的風水疑難。而第二輯面相篇已於2007年4月播放，教授面相技巧。第三輯掌相篇則於2008年播映，主持人改由董敏莉擔任，節目形式參考生還者採取淘汰制，把不能通過考核的學員攆走。
- 玩轉姻玄路（已完結）
  - 由麥玲玲、黃翠如、區焯文主持的玄學愛情節目。
- 60分鐘玄機解碼（已完結）
  - 繼「峰」生水起精讀班後，娛樂台推出的玄學節目，由香港電台節目主持人車淑梅主持，每週並會有三位玄學家主持的其一分析嘉賓的命運，內容還有訪談和用玄學角度解讀嘉賓的一生。
- 人生命書（已完結）
  - 由楊天命和車淑梅主持的玄學清談節目。
- 行運有「玄」因（已完結）

#### 社會／娛樂新聞節目
- 正義同盟（已完結）
- 寵物ER（第一至四輯）（已完結）
- 娛樂熱辣辣（已完結）
- 樓宇安全學生大使 A1頭條（Building Safety Pioneer Programme A1 Headline；已完結）
- 寵物狗救星（已完結）
- 解．毒（已完結）
- 往事．並不如煙（第一至二輯）（已完結）
- 香港電影金像獎前奏（已完結）
- 香港亞洲流行音樂節 2015（已完結）
- 十萬蚊港女大翻身（已完結）
- 我是香港人2014（已完結）
- 星戰運動（已完結）
- 蘭子的7卡半鑽石（已完結）
- 狂熱．水派對（已完結）
- 那夜凌晨，讓我們感動過的（已完結）
- 今日觀點 夏日對決（已完結）
- 惠英紅的快樂傳說（已完結）
- 魔鏡我最靚（已完結）
- 我來自八大派（已完結）
- 星二代捱世界（已完結）
- 蔣怡的前4後6（已完結）
- 奇妙半小時：掃毒大家庭（已完結）
- 1級重案之大查犯（已完結）
- 親子唔易做-角色大冒險（已完結）
- 繼續寵愛-怪獸學堂（已完結）
- 繼續寵愛（已完結）
- 奇妙半小時：賺大錢（已完結）
- 香港亞洲流行音樂節 2013（已完結）
- 7條事業線．食腦任務（已完結）
- 新春搜神記（已完結）
- 一級重案（已完結）
- 喜愛夜蒲（已完結）
- 甜心媽媽變變變（已完結）
- 愛傳世界（已完結）
- 驚世大預言（已完結）
  - 由李潤庭、曾志豪主持
- 香港空間大改造（已完結）
  - 由李嘉馨、許博文主持，麥輝師傅擔任嘉賓主持
- 肥媽當家（已完結）
- 人人住得好（已完結）
- 我要睇樓（已完結）
- 我的父親母親（已完結）
- 瘋狂睇樓團（已完結）
- 星級怪現象（已完結）
- 萬千寵愛（已完結）
- 我要結婚（已完結）
  - 由許博文、潘杰寧、龍華琛主持
- 60/80任你Up（已完結）
  - 由李潤庭、李嘉馨主持
- 操控者（已完結）
  - 由陳啟泰主持
- 夢幻建築社（已完結）
  - 由李尚正、許博文主持
- Johnny B.Good（已完結）
  - 由張達明、陸浩明、譚凱琪等人主持
- 精算俏佳人（第一輯、第二輯及第三輯）（已完結）
  - 由胡孟青、袁彌明、譚凱琪、謝蕙妍主持
- 拾．香．記（已完結）
  - 由林嘉欣、劉心悠、李蘢怡、黃翠如主持
- Johnny週記（已完結）
  - 重溫本星期Johnny B.Good的部份環節
- 有線×詹瑞文（已完結）
  - 由詹瑞文主持
- 當地球人遇上詹瑞文（已完結）
  - 由詹瑞文主持
- 怒人甲乙丙（已完結）
- 神探CSI（已完結）
  - 由陳啟泰主持
- 速配男女（已完結）
  - 有線娛樂有限公司首個參與聯合製作之台灣綜藝節目，由陶晶瑩主持，戴澴雨擔任助理主持
- 超級大細路（已完結）
  - 由娛樂新聞台星級主播吳君如與藝人陳子聰主持的節目，暫代「一粒鐘真人蘇」停播時段，內容包括嘉賓訪談及與小朋友玩心理遊戲等
- 線動真音樂（已完結）

#### 半自製節目
- 空間大改造2016（已完結）
- 愛在森林和原野（已完結）
- 寵物3R（已完結）
- 乜都夠膽死（已完結）
- 戀戀單城40小時（已完結）
- 激活．空間大改造（已完結）
- 強戰小世界（已完結）
- 雜學奇兵（已完結）
- 異能者聯盟（已完結）
- 大開眼界（Principal’s Trump Card；已完結）
- 孖住BB去旅行（已完結）
- Mr.真搞「野」（已完結）
- 奇妙半小時：極腦（已完結）
- 空間大改造系列（第一至五輯）（已完結）
- 設計王（原節目：空間大改造）（已完結）
- 一屋一look新部屋（已完結）
  - 由李潤庭、李嘉馨、余思敏主持
- 估你唔到（已完結）
- 極速大想頭（已完結）
  - 由鄺家銘、譚凱琪、吳毅豪主特

#### 歷史節目
- 諸葛傳奇（已完結）
  - 由李純恩、諸葛梓岐主持。
- 王晶事變（已完結）
  - 由王晶主持，與觀眾講中國歷史。
- 黃毓民中國歷史評說系列（歷史幾（主題）都有）（已完結）
  - 黃毓民中國歷史紀錄片系列是由評論家黃毓民主持的一系列歷史清談節目。
- 1963（已完結）
  - 歷史紀錄片

### 日本外購節目（已完結）
- 東瀛隱世美食
- 全日周圍Look（第一至三輯+富山篇）
- 最瀛大放送
- 瀛人百科（第一至二輯）
- 我要返屋企
- 東瀛玩嘢王
- 北海道周圍Look
- 日本美食團
- 科學大玩家
- 高手過招（第一至三輯）
- 北海道美食團
- 估你唔到新紀錄
- 戀戀東瀛 - 溫泉篇
- 四季北海道
- 鐵人料理（新一輯）
- 滋味和風（第一至二輯）
- 靠估兵團
- 料理東西軍
- 京都饗宴大搜秘 - 冬季篇
- 戀戀東瀛-京都「秋」宴
- 「僕哩哩」
- 日本泡湯趣
- 蟲蟲特工隊
- 雜學王
- 戀戀東瀛
- 小廚神爭霸戰
- 超班大實驗
- 不正常人類研究所
- 日本叻人大決戰
- 私家靚「竇」
- 住得ichiban
- 隱世達人
- 迷失水世界
- 恐龍之後
- 鐵人料理
  - 播放日本富士電視台節目鐵人料理及其在美國Food Network的美國版本，配以廣東配音。
- 埋唻睇埋唻玩
  - 節目為日本東京電視台電視Champion（電視冠軍）的香港配音版，共有兩輯；於第一輯時更加入主持人與外景現場的觀眾玩遊戲。

### 中國外購節目
- 最強大腦（第一至二季）（已完結）
- 梁思成與林徽因（已完結）
- 中國好歌曲（已完結）
- 中國音超（已完結）
- 寶貝計劃（已完結）
- 來吧冠軍（已完結）

### 台灣外購節目
- 綜藝玩很大（第一至二輯）（已完結）
- 國光幫幫忙（已完結）
- 愛玩客．小鐘自遊行（已完結）
- 青春好遊玩（第一至二輯）
- 發現大絲路（已完結）
- 型男大主廚（已完結）
- 全家出走中（已完結）
- 綜藝大熱門（第一至二輯）（已完結）
- 流言追追追（已完結）
- 與夢同行（已完結）
- 我最得寵（已完結）
- 玩樂台灣（已完結）
- 台灣美食團（已完結）
- 我要當歌手（已完結）
- 康熙來了（已完結）
  - 台灣中天電視節目，由台灣知名作家與電視主持人蔡康永和台灣知名藝人徐熙娣主持的清談節目。有線娛樂台並非每一集均播放，只是每週抽選一集，配上中文字幕，並放在週末黃金時段播放，直至節目轉為「康永當家」後數週停播。於2006年冬復播第二輯，及後停播。2013年6月30日再次復播第三輯。
- 旅行台灣（第一至三輯）（已完結）
- 誰是創意王（已完結）
- 王牌大眼睛（已完結）
  - 三立都會台節目，由陶晶瑩主持。
- 酷酷獸（已完結）
- 魔法生活王（已完結）
- 周日八點黨（已完結）
  - 台灣中國電視公司節目，由台灣著名綜藝節目主持人吳宗憲主持遊戲節目。
- 歡樂一路發（已完結）
  - 台灣電視公司節目，由羅志祥、郭世倫等人主持，為台灣比賽綜藝節目。
- 大小愛吃（已完結）
  - 八大綜合台節目，由ASOS（徐熙媛、徐熙娣）主持，節目內容是嘉賓與主持邊聊邊煮邊吃。
- 愛上陶花園（已完結）
  - 三立都會台節目，由陶晶瑩主持與嘉賓清談的節目。
- 冒險奇兵（已完結）
  - 三立都會台綜藝節目，由曾國城、陳喬恩主持。
- 百戰大勝利：夢幻大對抗（已完結）

### 美國/英國/意大利/韓國/其他國家外購節目
- 女神放大假
- 煮場 ‧ 中華料理王
- 上山下海歎世界
- 日本鐵道遊
- 歐美結伴遊
- 熱闖巴西
- 到底住哪裏？
- 中國．遊蹤
- 稀遊記
- 情迷西班牙
- 古巴．遊蹤
- 冒險假期
- 老撾．遊蹤
- 玩轉新西蘭
- 土耳其．遊蹤
- 城市的法則
- 一筆走天下2
- 蘇格蘭．遊蹤
- 紐約．遊蹤
- 以色列．遊蹤
- 大地任我行
- 克羅地亞．遊蹤
- 當亞馬遜遇上首爾
- 亞洲自由行
- 匈牙利．遊蹤
- 一筆走天下
- 終極大冒險
- 韓國自由行
- 泰柬越．遊蹤
- 超人回來了（第一至二輯）
- 阿拉斯加．遊蹤
- 孖妹韓國行2
- 馬拉GO
- 阿根廷．遊蹤
- 快樂旅程（第一至二輯）
- 剛果．遊蹤
- 孖妹韓國行
- 印尼．遊蹤
- 赤腳韓星大挑戰
- 韓星遊世界（第一至二輯）
- 摩洛哥．遊蹤
- 瘋狂冒險遊
- 漫遊比利時
- 捉鬼敢死隊
- 撒哈拉的故事
- 貓狗樂一番
- 動物「友」情
- 魔幻王大峽谷死亡之”躍”
- 用眼嘆世界
- 神秘紀行：哭泣的非洲
- 鐵人料理：再戰英倫
- 神秘紀行：古國迷城
- 亡命之逃
- 呢份乜嘢工？
- 奇職
- 蟲魔‧異獸
- 好玩．無敵．十級跳
- 好玩．咖啡．狂
- 神秘紀行．獸性
- 神秘紀行：中國
- 神秘紀行：北極
- 神秘紀行：亞馬遜雨林
- 聖誕郵輪奇妙之旅
- 讀心王Derren Brown
- 名城名廚（環球名廚）
- 型仔廚師請食飯I/II
- 美食爸爸II
- 煮出新"意"式
- 意國色香味
- Nerry Peri新派美食II
- Yo煮廚（至YEAH廚神）
- 型廚愛漫遊
- 魔幻王—失落的終章
- 魔幻王Criss Angel
- 廚神救駕（第一輯、第二輯及第三輯）
- 拉丁美食之旅II
- 煮食二重奏
- 擋不住的意味II
- 超班爹D
- 古國商道
- 舞台新KING
- 以上節目都以粵語配音播放。

### 劇集時段
有線娛樂台自2014年2月起停播所有劇集，但不定時再會播放劇集。而舊有的娛樂台曾於週一至週五、週六及週日分別播放首輪劇集。2019年12月3日起，本台更名為有線綜合娛樂台後，於每日不同時段播放原於有線劇集台播放的劇集。
有線電視自製劇集：
- 2004年：單元警匪劇《靈異偵緝檔案》 主演：陶大宇、梁榮忠、李珊珊、葉佩雯、黃日華 （已完結）
- 2007年：處境喜劇《補習天后》 主演：葛民輝、余安安、葉璇、梁思浩、董敏莉 （已完結）

### 香港電台電視部節目（已停播）
- 探索大世界
- 好想藝術
- 生活逼人
- 華人移民史
- 第35屆十大中文金曲頒獎音樂會
- 點解會貧窮
- 廉政行動2011
- 《獅子山下》歲月流轉四十年
- 功夫傳奇II之再戰江湖
- 功夫傳奇
- 火速救兵II
- 火速救兵
- 體育的風采 - 進軍奧運
- 第39屆十大中文金曲頒獎音樂會

### 動畫
現正播出：【目前沒有動畫時段】
已播畢／已停播：
- 衰仔樂園
- 青春四人組
- 乃出個未來
- 頭文字D
- 地獄之歌
- Bleach漂靈
- 誘姬（第一輯及第二輯）
- 天上天下
- 結界師
- 魔法少女奈葉StrikerS
- 元素高手
- 東京Mew Mew
- 熊寶寶魯伯特（Rupert Bear）
- 丁加動物天堂（Tinga Tinga Tales）
- 玩具城偵探（Noddy, Toyland Detective）
- 精靈寶可夢
- 寶可夢 超世代
- 寶可夢 超級願望
- 寶可夢 XY
- 精靈寶可夢 太陽And月亮
- 精靈夢葉羅麗第4季（不設粵語配音）及第5季
- 三星堆榮耀覺醒
- 時空龍騎士
- 神奇布袋小子
- 過山車手羅力
- 動物王國的故事
- 鴨丫俱樂部

### 財經資訊台的節目
- 大行報告 - （財經資訊台節目，星期一至五港股交易日下午5時至5時30分）
- 一期一匯 - （財經資訊台節目，星期一至五港股交易日下午5時30分至晚上6時）
- 有線財經 - （財經資訊台節目，星期一至五港股交易日晚上8時至8時30分）
- 樓盤傳真 - （財經資訊台節目，星期一至五晚上11時00分至12時00分及上午11時00分至12時00分）

### 自製娛樂新聞節目
- 娛樂頭條 E-news Headline

## 娛樂新聞主播
有線綜合娛樂台的主播，除了報道新聞，還會以嘉賓身分參與電視遊戲節目、擔任各類型活動司儀、拍攝旅遊特輯、接拍廣告及電影等，定位有如電視台藝人。此與有線新聞台及有線財經資訊台主播，專注報道新聞及主持節目的定位有所不同。
| 男主播/記者                       |
| 李尚正                            |
| 女主播/記者                       |
| 黃芳雯 · 盧頌恩 · 李麗珊 · 鄺芷凡 |

- 以上是2020年12月2日起的名單

## 有線劇集台／有線高清劇集台
2013年6月1日，香港有線電視將有線娛樂平台分為奇妙台/高清奇妙台及奇寶台/高清奇寶台分別在有線電視12台/212台及13台/213台啟播。
香港有線電視劇集台（英語：Drama Channel）是香港有線電視擁有的一條以播放電視劇集為主的頻道，該頻道停播前主要首播中日韓港台歐美外購劇集，除了全部配上中文字幕外，大部份均配上粵語或原音播放，高清劇集台為其高清版本。唯只有訂購高清服務用戶才可享受16:9畫面。
主要競爭對手有myTV SUPER的亞洲劇台、華語劇台和now寬頻電視的viu 頻道、now華劇台。

### 歷史
- 2013年6月1日，奇寶台及高清奇寶台在有線電視13台及213台啟播。
- 2014年1月1日，奇寶台及高清奇寶台更名為劇集台及高清劇集台。
- 2018年4月3日早上6時，劇集台的台號由第13頻道改為第372頻道。而高清劇集台的台號由第213頻道改為第302頻道。
- 2019年12月3日起，有線電視重新整合娛樂平台頻道以配合高清化。有線第1台、有線娛樂台及有線劇集台合併為有線綜合娛樂台（高清：301台；標清：371台）。該頻道播放原於有線第1台、有線劇集台及有線兒童台播放的節目。第302/372頻道自此懸空。

### 播放模式
每天劇集台會播出二至四套購自日本、韓國、台灣及中國大陸的電視劇集，並循環播放四次以上。
現時絕大部分的首播劇集較多安排於星期一至五晚上七時及星期六、日晚上八時起播放，每次播映一至兩集；而重播劇集及曾經在其他電視台播放過的劇集則安排於星期一至五下午五時起播放，每次播映一集。
2013年10月開始在非黃金時段播出有線娛樂台自製或外購的旅遊及飲食節目，直到2014年2月取消。
2018年1月1日改為中午時段首播晚上時段重播。

### 節目

#### 停播前黃金時段節目
|       | 星期一（01日） | 星期二（02日） | 星期三（03日） | 星期四（04日） | 星期五（05日） | 星期六（06日）  | 星期日（07日） |
| ----- | -------------- | -------------- | -------------- | -------------- | -------------- | --------------- | -------------- |
| 17:00 | 麵包王金卓求   | 麵包王金卓求   | 麵包王金卓求   | 麵包王金卓求   | 麵包王金卓求   | (13:00-) 和遊記 | 權慾都市       |
| 18:00 | 華政           | 華政           | 華政           | 華政           | 華政           | 閃婚100天       | 魔幻咖啡師     |
| 19:00 | 讓開命運       | 讓開命運       | 讓開命運       | 讓開命運       | 讓開命運       | 讓開命運        | 讓開命運       |
| 20:00 | 和遊記         | 和遊記         | 和遊記         | 和遊記         | 和遊記         | 科研法醫        | 刑偵相棒17     |
| 21:00 | 麵包王金卓求   | 麵包王金卓求   | 麵包王金卓求   | 麵包王金卓求   | 麵包王金卓求   | 權慾都市        | 卞赫的愛情     |
| 22:00 | 華政           | 華政           | 華政           | 華政           | 華政           | 魔幻咖啡師      | 卞赫的愛情     |
| 23:00 | 讓開命運       | 讓開命運       | 讓開命運       | 讓開命運       | 讓開命運       | 讓開命運        | 讓開命運       |
| 00:00 | 和遊記         | 和遊記         | 和遊記         | 和遊記         | 和遊記         | 科研法醫        | 刑偵相棒17     |

| 中國劇集 | 台灣劇集 | 日本劇集 | 韓國劇集 | 美國劇集 | 其他 |

### 引用
1. ↑  . 有線寬頻通訊有限公司. 2007年3月2日  [2009年11月20日]. （原始内容存档于2016年3月4日）.

## 外部連結
- 有線寬頻相關網站 - 有線綜合娛樂台
- 有線寬頻相關網站 - 有線綜合娛樂台HD
- 有線電視服務相關網站 - 有線綜合娛樂台 （页面存档备份，存于）
- 有線電視服務相關網站 - 有線綜合娛樂台HD （页面存档备份，存于）
- 有線寬頻相關網站 - 有線劇集台 （页面存档备份，存于）
- 有線寬頻相關網站 - 有線高清劇集台 （页面存档备份，存于）
- 有線電視服務相關網站 - 有線劇集台 （页面存档备份，存于）
- 有線電視服務相關網站 - 有線高清劇集台 （页面存档备份，存于）